# Petit Bonheur
 (août 2017).
Si vous disposez d'ouvrages ou d'articles de référence ou si vous connaissez des sites web de qualité traitant du thème abordé ici, merci de compléter l'article en donnant les références utiles à sa vérifiabilité et en les liant à la section « Notes et références ».
Albums de Salvatore Adamo
Chansons pour l'été
(Canada, 1968) Chansons de mes seize ans
(réédition EMI, 1970)
Petit bonheur est le titre d'un album de Salvatore Adamo devenue le titre par défaut du cinquième album studio de l'auteur-compositeur-interprète intitulé également Album Studio n°5 (lors de sa rééditions en CD par Ariola en 1991). EMi France a également réédité l'album en CD sous le titre Petit bonheur en 2001.
Cet album a été réalisé par Luc Eechout pour EMI Belgium, arrangé par Salvatore Adamo, Oscar Saintal et Alain Goraguer.
Toutes les chansons sont écrites et composées par Salvatore Adamo.

## Liste des titres
| A1. | Petit bonheur                                                                  | 3:23 |
| A2. | Ne te prends pas pour Cendrillon                                               | 3:51 |
| A3. | Oui la mer a bercé tant d'amours dans le creux de ses vagues le temps d'un été | 3:13 |
| A4. | La pécheresse                                                                  | 2:11 |
| A5. | Mon cinéma                                                                     | 3:59 |
| A6. | Gagner du temps                                                                | 4:35 |

| B1. | Le monde à l'envers                       | 6:16 |
| B2. | Si le ciel est amoureux de toi            | 2:56 |
| B3. | Noël sur les Milandes (A Josephine Baker) | 4:13 |
| B4. | A demain sur la lune                      | 3:46 |
| B5. | Et après                                  | 2:42 |